# Народна енциклопедија
Народна енциклопедија је српско-хрватско-словеначка енциклопедија која је објављена 1925. године. Она је, први пут, пружила комплетан преглед информација о словенским народима на подалпским, панонско-подунавским, јадранско-медитеранским и средишњим балканским просторима. Садржавала је стручне информације и обавештења о географији, историји, економији, политици, религији, животу обичног народа, здравству, језицима ових простора, уметности, науци итд. Штампана је у тадашњој Краљевини Срба, Хрвата и Словенаца. Покретач и уредник је био Станоје Станојевић, рад је најављен у штампи маја 1924. У јануару 1925. се објављује да је енциклопедија готова и у штампи.
Прва свеска са 478 чланака, А и Б до речи Бан изашла је у марту 1925. Друга свеска је изашла почетком маја: 112 страна са 543 чланка, од Бан до Болица. Трећа свеска у јуну: 512 чланака на седам табака, до чланка Веначка епархија. Најављене су 22 свеске укоричене у три књиге. Са својих 146 сарадника, међу којима су многи били универзитетски професори, Станојевић је створио четворотомну енциклопедију са преко 12.000 чланака на 4.375 страна.
Мапирањем географских и историјских оквира Краљевине СХС, енциклопедија је радила на подизању националне свести “троименог народа”. Летопис Матице српске из 1925. године о Народној енциклопедији каже следеће: “Нарочито ће Н. Е. идеји народног јединства користити: у домове Хрвата и Словенаца унеће она свестрано знање о Србима, и, обратно, Србе ће потпуно информисати о целокупном животу Хрвата и Словенаца.”
Народна енциклопедија је често коришћен приручник у библиотекама које поседују ретке примерке њеног ћириличног или латиничног издања. Издавачка књижарница Зорана Стојановића приредила је њено реиздање 2000. године.